# Liste der Auslandsvertretungen Malis

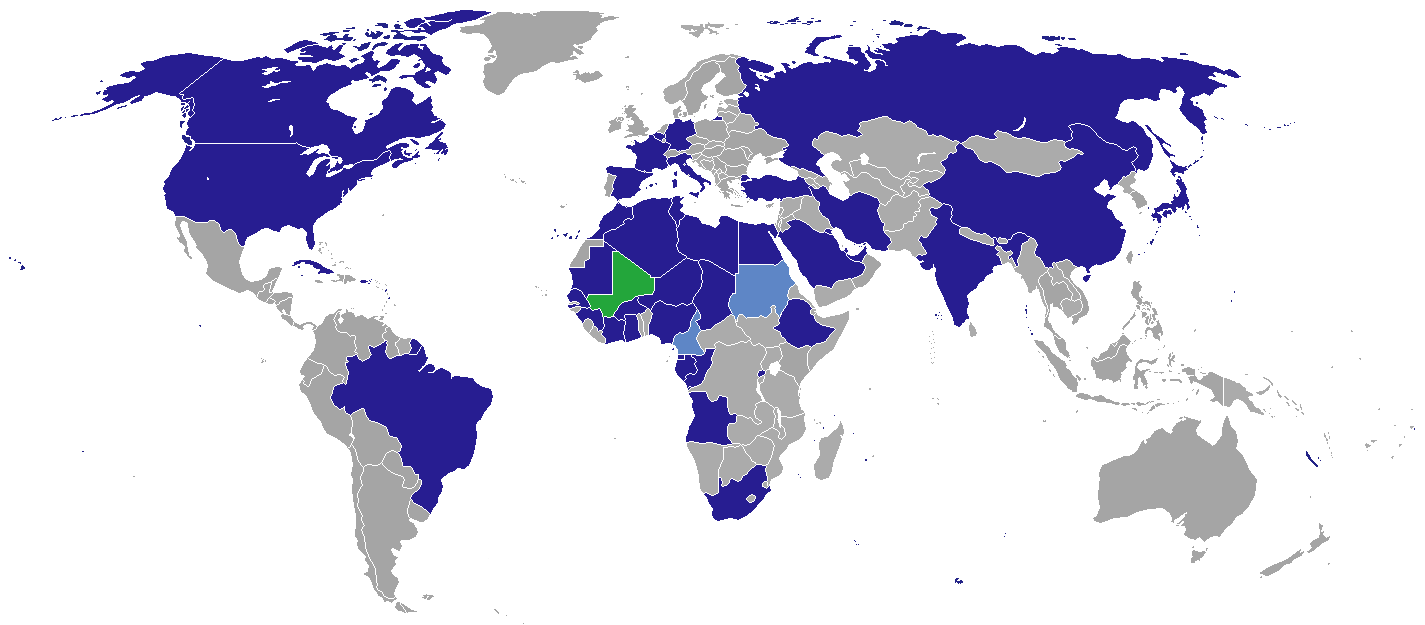
Standorte der diplomatischen Vertretungen Malis

Dies ist eine Liste der diplomatischen und konsularischen Vertretungen Malis.

## Diplomatische und konsularische Vertretungen

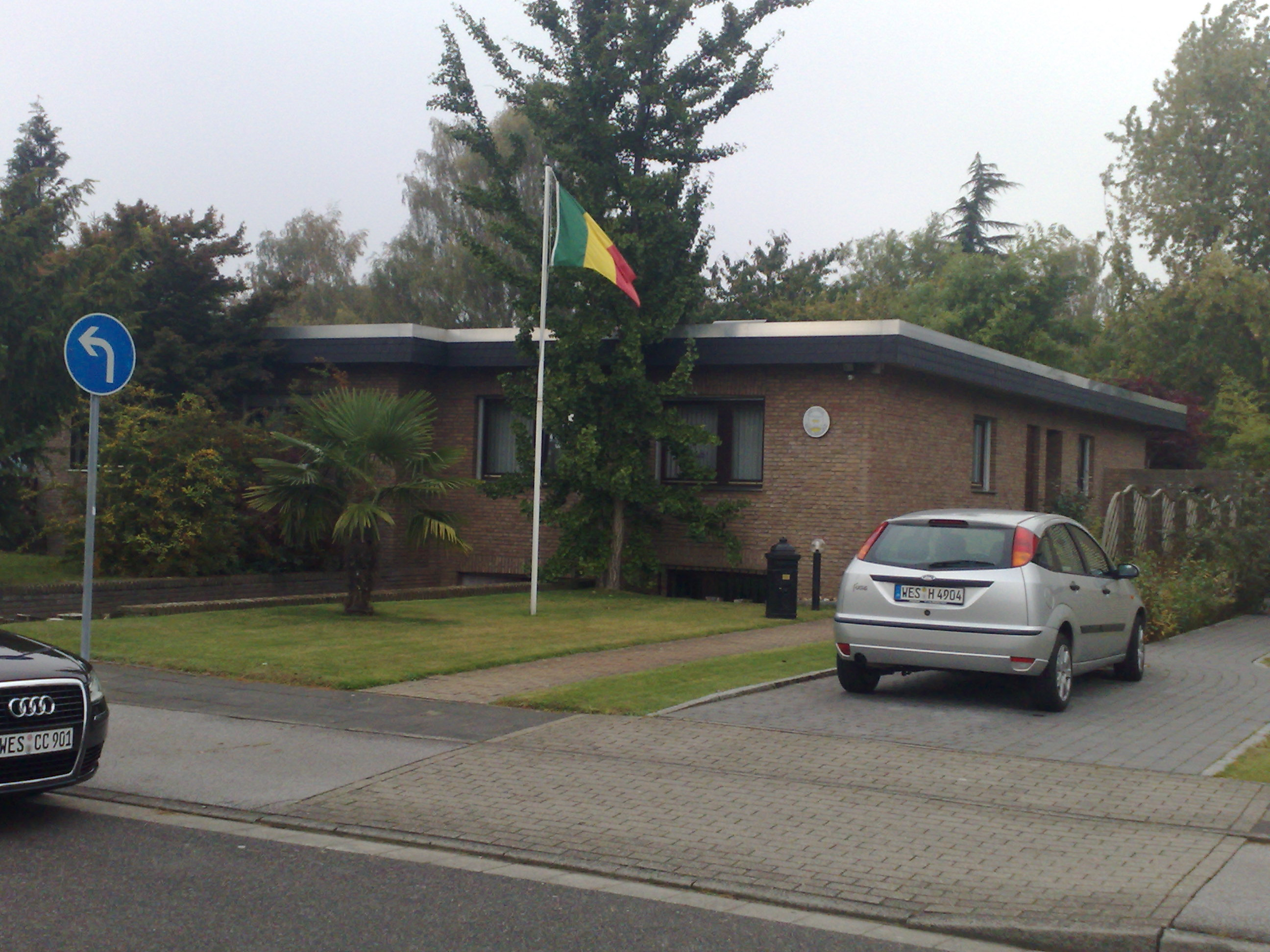
Konsularische Vertretung Malis in Kamp-Lintfort

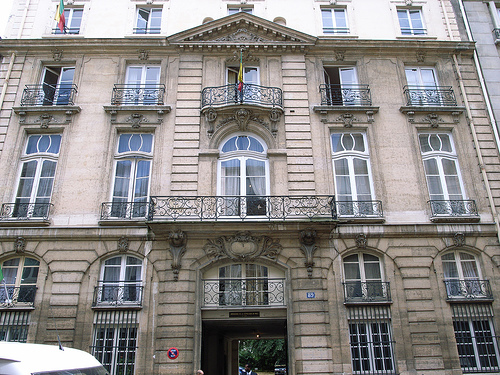
Malische Botschaft in Paris

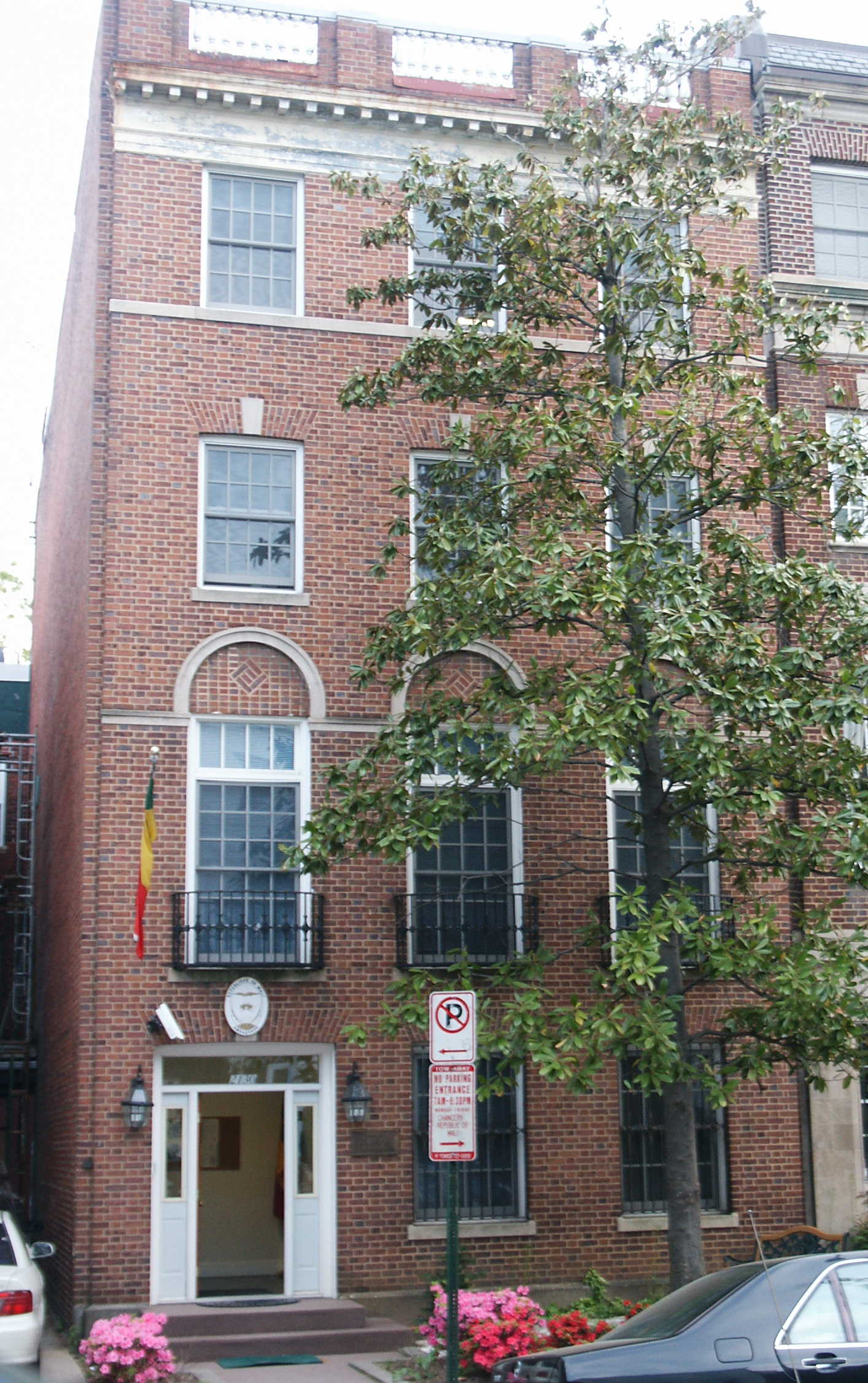
Malische Botschaft in Washington, D.C.

### Afrika
| - Ägypten: Kairo, Botschaft - Algerien: Algier, Botschaft - Algerien: Tamanrasset, Konsulat - Angola: Luanda, Botschaft - Äthiopien: Addis Abeba, Botschaft - Äquatorialguinea: Malabo, Botschaft - Burkina Faso: Ouagadougou, Botschaft - Elfenbeinküste: Abidjan, Botschaft - Elfenbeinküste: Bouaké, Konsulat - Gabun: Libreville, Botschaft - Ghana: Accra, Botschaft | - Guinea: Conakry, Botschaft - Libyen: Tripolis, Botschaft - Mauretanien: Nouakchott, Botschaft - Marokko: Rabat, Botschaft - Niger: Niamey, Generalkonsulat - Nigeria: Abuja, Botschaft - Senegal: Dakar, Botschaft - Südafrika: Pretoria, Botschaft - Sudan: Khartum, Generalkonsulat - Tunesien: Tunis, Botschaft |

### Amerika
| - Brasilien: Brasília, Botschaft - Kanada: Ottawa, Botschaft | - Kuba: Havanna, Botschaft - Vereinigte Staaten: Washington, D.C., Botschaft |

### Asien
| - Volksrepublik China: Peking, Botschaft - Volksrepublik China: Guangzhou, Generalkonsulat - Indien: Neu-Delhi, Botschaft - Iran: Teheran, Botschaft | - Japan: Tokio, Botschaft - Saudi-Arabien: Riad, Botschaft - Saudi-Arabien: Dschidda, Konsulat |

### Europa
| - Belgien: Brüssel, Botschaft - Deutschland: Berlin, Botschaft - Frankreich: Paris, Botschaft - Italien: Rom, Botschaft | - Russland: Moskau, Botschaft - Spanien: Madrid, Botschaft - Türkei: Ankara, Botschaft |

## Vertretungen bei internationalen Organisationen
- Europäische Union: Brüssel, Delegation
- Vereinte Nationen: New York, Vertretung
- Vereinte Nationen: Genf, Delegation

## Auslandsvertretungen
1. Argentinien (Brasília)
2. Australien (Tokio)
3. Indonesien (Neu-Delhi)
4. Malaysia (Neu-Delhi)
5. Südkorea (Tokio)
6. Thailand (Neu-Delhi)